# 拉克魯斯縣
11°4′19″N 85°37′49″W / 11.07194°N 85.63028°W
拉克魯斯縣（西班牙語：Cantón de La Cruz），是哥斯達黎加的縣份，位於該國西北部，由瓜納卡斯特省負責管轄，首府設於拉克魯斯，始建於1969年7月23日，面積1,383.9平方公里，2013年人口23,598人，人口密度每平方公里17人。